# Diffuse Soft X-ray Background
Der Diffuse Soft X-ray Background (deutsch diffuser weicher Röntgenhintergrund) ist eine unregelmäßig verteilte Strahlung im Bereich niedrigenergetischer Röntgenstrahlung von weniger als 10 keV. Sie wird überwiegend verursacht von Plasma mit Temperaturen von mehr als 1.000.000 Kelvin in der Ebene sowie dem Halo der Milchstraße.
Die Verteilung des diffuse soft x-ray backgrounds ist abhängig von der Wellenlänge. Im Bereich von 100 eV ist die räumliche Verteilung entgegengesetzt korreliert zur Dichte des neutralen Wasserstoffs aus Radiobeobachtungen. Die Verteilung wird häufig mit einem Schweizer Käse verglichen, wobei einzelne Löcher in einem ungefähr gleichmäßigen Kontinuum auftreten. Im Band von 750 eV zeigen sich einzelne Objekte entlang der galaktischen Ebene, verbunden mit einer körnigen Struktur bei höheren galaktischen Breiten. Die spektrale Verteilung unterhalb von 500 eV ist typisch für eine Schwarzkörperstrahlung. Der weiche diffuse Röntgenhintergrund wurde bereits durch die ersten Röntgensatelliten Anfang der 1960er Jahre beschrieben, die Analyse ihrer Bestandteile erforderte aber eine höhere spektrale und räumliche Auflösung.
Heute wird vermutet, dass der Diffuse Soft X-ray Background aus den folgenden Komponenten besteht:
- alte Supernovaüberreste, wobei die Röntgenstrahlung durch die expandierenden Gase von Supernovae verursacht werden wie bei der Lokalen Blase
- Stoßfronten, die durch Sternwinde von heißen frühen Sternen wie den Wolf-Rayet-Sternen entstehen. Die beiden Quellen treten bevorzugt in der galaktischen Ebene auf und haben charakteristische Durchmesser von um die 100 Parsec
- Plasmawolken im Halo der Milchstraße, die von Supernovaexplosionen aus der galaktischen Ebene in das Halo beschleunigt wurden
- einfallendes extragalaktisches Gas, das mit der interstellaren Materie der Milchstraße wechselwirkt
- Röntgenstrahlung aus den Halos anderer Galaxien oder Galaxiehaufen
- durch Thomson-Streuung gebeugte Röntgenstrahlung von extragalaktischen Quellen
- nicht aufgelöste aktive galaktische Kerne von Hintergrundgalaxien
- Wechselwirkung von geladenen Teilchen des Sonnenwindes mit der interstellaren Materie in der Heliosphäre
- das Warm-Hot Intergalactic Medium
- nicht aufgelöste Röntgenstrahlung aus den Koronae von magnetisch aktiven Sternen wie den RS-Canum-Venaticorum-Sternen